# Xylopia columbiana
Xylopia columbiana är en kirimojaväxtart som beskrevs av Robert Elias Fries. Xylopia columbiana ingår i släktet Xylopia och familjen kirimojaväxter. Inga underarter finns listade i Catalogue of Life.